# Earl Harvin
Earl Harvin é um baterista e percussionista americano. Hoje vive em Berlin, Alemanha.

## Biografia
Nasceu em Nova Iorque, mudou-se para o Texas, onde estudou na University of North Texas College of Music e foi membro da One O'Clock Lab Band por um ano no início de 1989. Durante a maior parte da década de 1990 ele liderou a banda de jazz Earl Harvin Trio junto com os músicos Fred Hamilton e Dave Palmer. Earl também gravou e escursionou com vários artistas como: James Clay, Ten Hands, Billy Goat, Seal, The The, The Psychedelic Furs, Trevor Horn, Art of Noise, The Frames, Joe Henry, Richard Thompson e vários outros, além de fazer parte da banda Air.
Atualmente Earl, participou do álbum My Winter Storm, da cantora finlandesa Tarja Turunen.[carece de fontes?]